# Lokomotiva 730

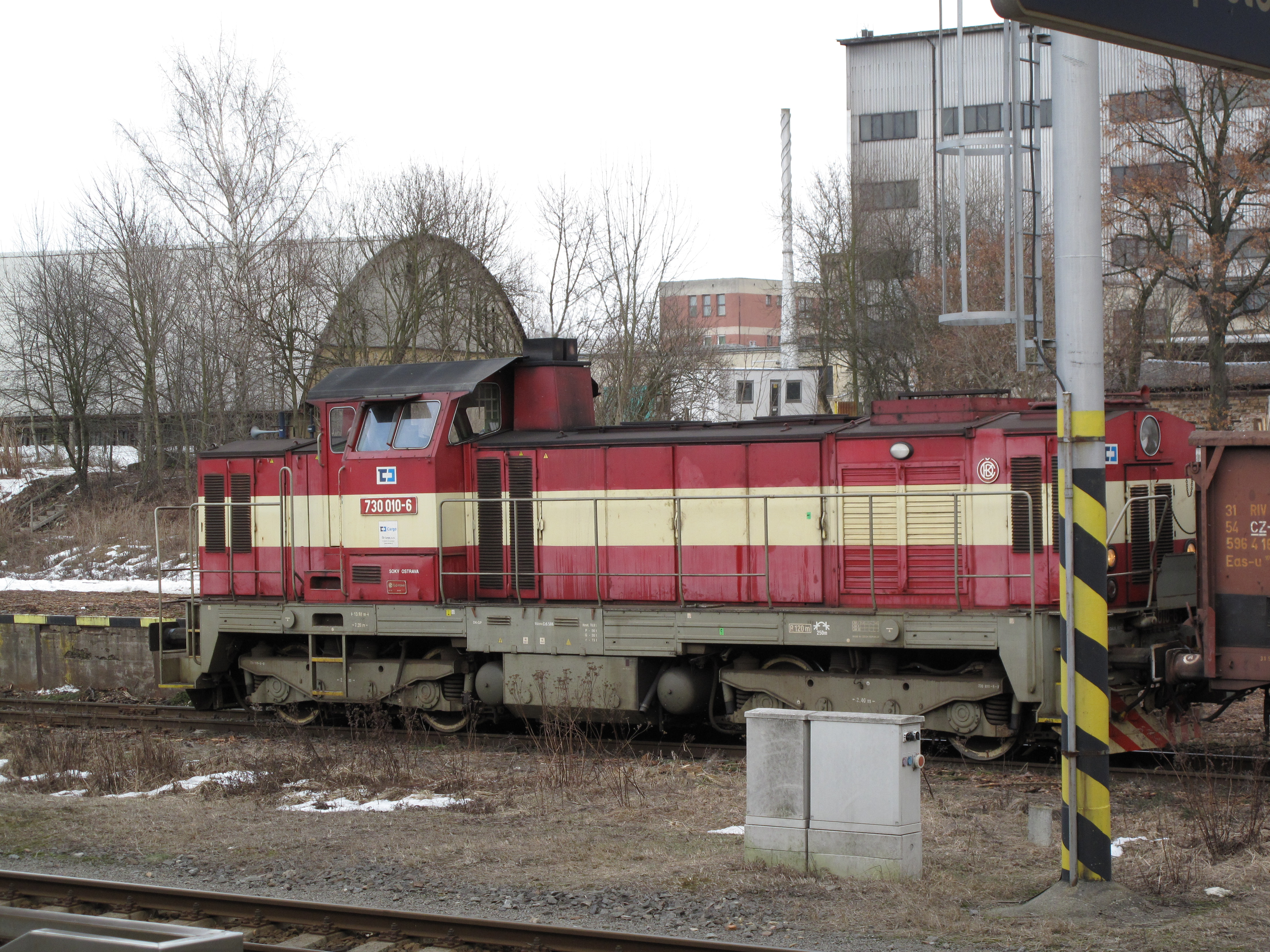
lokomotiva řady 730 v žst. Svitavy

Lokomotiva řady 730 (původním označením T 457.0) je čtyřnápravová dieselová lokomotiva kapotového uspořádání s elektrickým přenosem výkonu, určená především pro staniční posun a dopravu lehkých nákladních vlaků. Sériově byly tyto lokomotivy vyráběny v letech 1985 až 1989 (prototyp již v roce 1978) lokomotivkou ČKD Praha, jejíž brány opustilo celkem 59 kusů.

## Vývoj a výroba
Od počátku 70. let byl na ČSD zřejmý nedostatek posunovacích lokomotiv. V provozu sice byly dieselelektrické řady 720 a 721 dodané již před více než deseti lety, ale jejich současný počet nárokům provozu nestačil. Hydraulické lokomotivy řad 725/726 z TS Martin skončily pro množství závad fiaskem a bylo proto potřeba narychlo hledat náhradní řešení. První volba padla na úpravu hromadně vyráběné řady 740 pro průmysl a tak vznikla nová řada 742. Tyto stroje se sice staly v provozu nenáročnými a spolehlivými, byl na nich však kritizován dosti omezený výhled, nevhodný pro posun. Již v době jejich výroby tak přišel požadavek na vývoj nového typu posunovací lokomotivy s nižšími kapotami a výkonem okolo hodnoty 600 kW (oproti 883 kW u řad 740/742). V roce 1978 byly vyrobeny první dva prototypy řady 730 a podrobeny zkouškám. Po jejich ověření byla objednána sériová výroba – ČSD ale nakonec odebraly pouze 17 lokomotiv, jelikož již běžely práce na výrobě zdokonalené řady 731 s EDB a dalšími vylepšeními. Dalších 41 lokomotiv obdržely např. traťové distance, traťové strojní stanice, železniční vojsko a další. Poslední lokomotiva, označená T 457-J-001, byla dodána do papíren v Maglaji v tehdejší Jugoslávii.

## Konstrukce

### Uspořádání
Lokomotiva typově vyšla z konstrukce osvědčené řady 742 (původně T 466.2). Již zmíněný požadavek na zlepšení výhledu měl opodstatnění i v zavedení obsazování lokomotiv jen strojvedoucím („jednomužně“, tedy bez pomocníka strojvedoucího – mechanika). Kapoty jsou proto sníženy a stanoviště strojvedoucího změněno na vyvýšené, tzv. věžovité. Vzhledem k předepsanému dodržení průjezdného profilu dle norem UIC ale musela být konstrukce kabiny upravena a střechy zešikmeny, výsledkem je tedy poměrně malá výška uvnitř stanoviště. Pro malá okna a nedostatek prostoru si tak nové lokomotivy vysloužily přezdívku ponorka.
Lokomotiva není vybavena žádným zařízením pro vytápění vlakové soupravy.

### Pohon

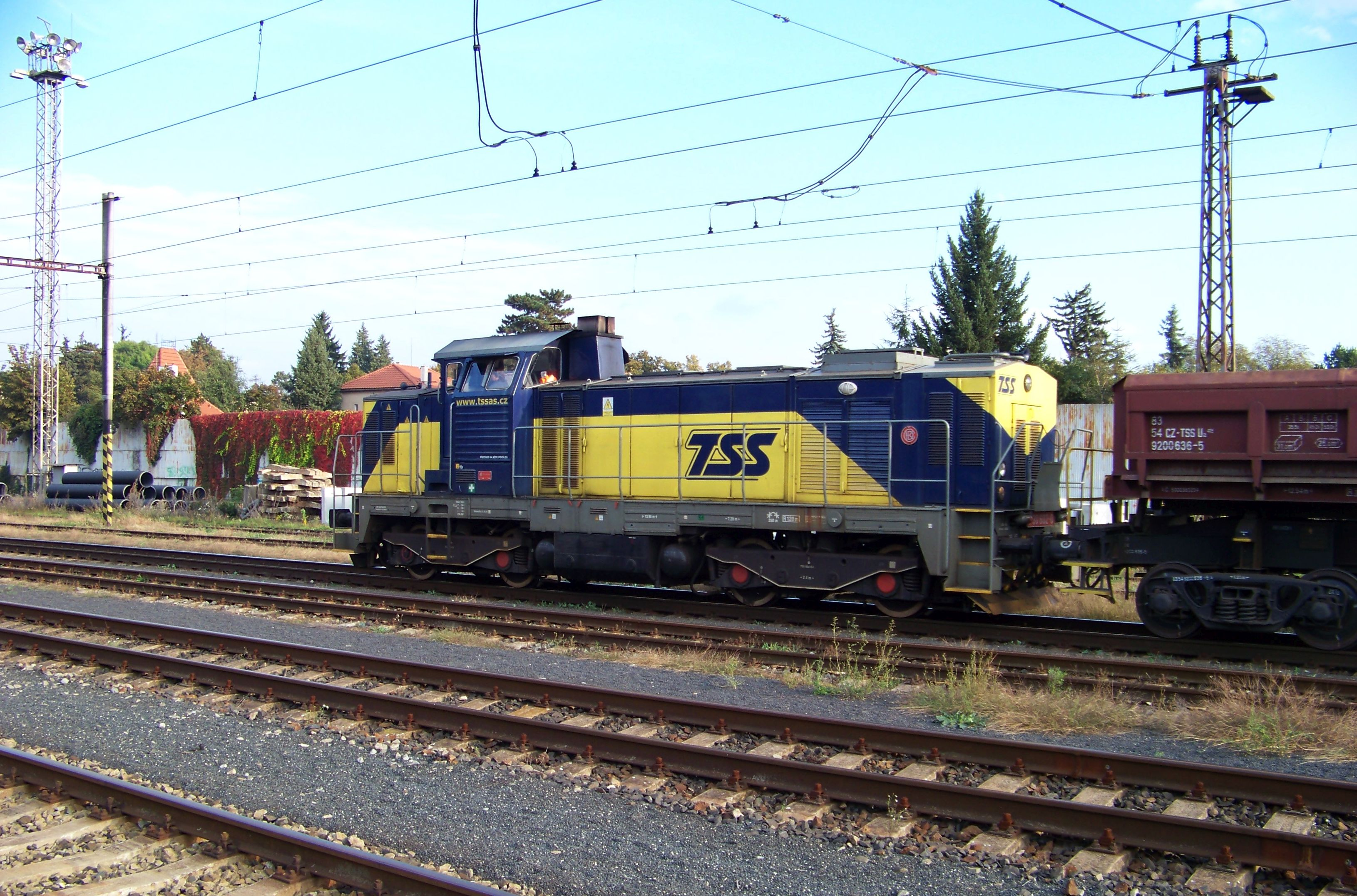
Lokomotivy řady 730 často slouží i k dopravě stavebních vlaků při opravách tratí - např. u dopravce TSS Cargo

Lokomotivu pohání spalovací motor ČKD typu K 6 S 230 DR. Jedná se o čtyřdobý, vznětový, vodou chlazený stojatý řadový šestiválec s přímým vstřikem paliva. Vstřikovací čerpadla jsou typu PC (s cizím pohonem – poháněna výstředníkem na vačkovém hřídeli spalovacího motoru), každý válec má vlastní vstřikovací jednotku. Zdvihový objem motoru je 64,75 l, vrtání válců 230 mm, zdvih pístů 260 mm a má ventilový rozvod typu OHV. V každé hlavě válce jsou dvě dvojice ventilů – jedna sací, druhá výfuková. Každý z pístů je opatřen čtyřmi pístními kroužky.
Motor je přeplňován turbodmychadlem poháněným výfukovými plyny, avšak (oproti řadě 742) bez mezichladiče plnicího vzduchu, proto je jeho jmenovitý výkon nastaven na nižší hodnotu 600 kW při 1150 ot./min., otáčky na volnoběhu jsou 510 ot./min.
Spalovací motor je uložen ve společném rámu s alternátorem, který přes polovodičové usměrňovače napájí dvě dvojice trakčních stejnosměrných sériových elektromotorů zavěšených v podvozcích lokomotivy (střídavě stejnosměrný elektrický přenos výkonu). Výkon stejnosměrných motorů, které pohánějí dvojkolí lokomotivy, je řízen elektronicky, regulací na straně alternátoru, bez použití šuntování. (U klasického provedení el. stejnosměrného přenosu výkonu se při regulaci výkonové a otáčkové charakteristiky hnacích elektromotorů využívá šuntování, tj. zeslabení magnetického toku statoru připojením paralelního odporu, bočníku, k budícímu vinutí. Na tomto odporu se maří část el. energie a tak vznikají ztráty.) Neobvyklé oproti dosavadním zvyklostem u motorů konstrukce ČKD je také mazání turbodmychadla. Každé dmychadlo mělo vlastní olejovou náplň. U řady 730 turbodmychadlo nemá vlastní olejovou náplň a je zapojeno do tlakového mazacího okruhu spalovacího motoru.

### Brzda
V brzdové výstroji lokomotivy byl nově použit elektrický ovladač a soustava elektropneumatických ventilů pro ovládání přímočinné (přídavné) brzdy místo klasického brzdiče typu BP. Samočinná (průběžná, vlaková) brzda DAKO je rovněž řízena elektrickým brzdičem s ovladačem na řídícím stanovišti (na motorových lokomotivách byl poprvé použit u řady 754 (T 478.4), ale brzdič přímočinné brzdy zde byl ještě klasický, typu BP).
Elektrodynamickou brzdou není lokomotiva vybavena.

## Provoz
Jelikož byla jen menší část vyrobených lokomotiv dodána lokomotivním depům zbytek připadl jiným složkám ČSD, např. traťovým strojním stanicím. Privatizací těchto složek po změně politického systému se ocitly v držení soukromých provozovatelů.
„Státní“ lokomotivy byly zpočátku nejvíce používány na velkých spádovištích (např. Česká Třebová, Nymburk), později s rozmachem elektrických posunovacích lokomotiv řad 110, 111 a 210 začaly být více nasazovány i na lehčí manipulační vlaky. Kvůli absenci vytápěcího zařízení nebyly tyto lokomotivy v osobní dopravě používány příliš často, obvykle šlo o záskoky v případě nedostatku jiných řad (především v letním období). Po vzniku ČD v roce 1993 byly do jejich majetku zařazeny i dvě původně průmyslové lokomotivy; označeny byly 730.018 a 019. Ostatní stroje zůstaly u soukromých majitelů, kde jsou i nadále provozovány.

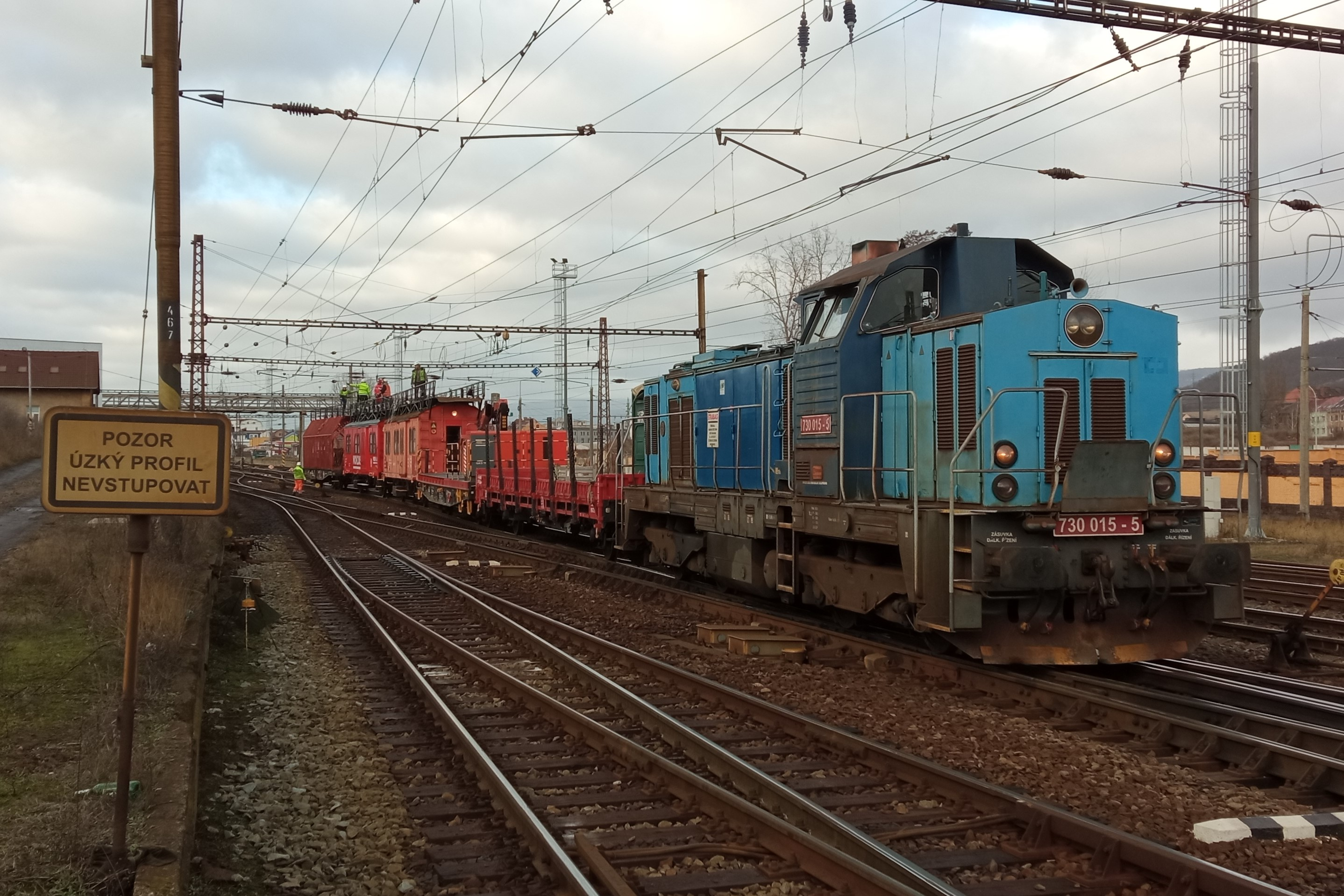
Lokomotiva 730.015 v korporátním laku ČD Cargo pod vlastnictvím firmy STRABAG.

U lokomotiv byla kritizována volba menšího typu mezinárodního obrysu, jejímž následkem je výhled strojvedoucího ztížen nízkou horní hranou okna a tím, že boční okna jsou šikmá a za deště po nich stéká voda. Tyto připomínky byly respektovány při vzniku vývojového pokračování, lokomotivy řady 731, stavěné do většího obrysu a vybavené již také elektrodynamickou brzdou. Vzhledem ke klesající potřebě motorových lokomotiv v nákladní dopravě od 90. let se i řada 730 začínala stávat jednou z nadbytečných. První prototyp byl mimo provoz již od roku 1991 a po vytěžení náhradních dílů byl později sešrotován. Díky poměrně nízké oblíbenosti (především ve srovnání s novější 731) a nedostatku výkonů byly po roce 2010 odstaveny téměř všechny lokomotivy této řady a shromážděny v Břeclavi, kde čekají na další osud. Stroje čísel 015 a 016 po hlavních opravách a laku společnosti ČD Cargo jsou v provozu pod firmou STRABAG[kdy?]. Lokomotivy řady 730 již České dráhy a ČD Cargo neprovozují.